# Baguia
Baguia (Baquia, Bagia, veraltet: Baaguia, Banguia) ist ein osttimoresischer Ort in der Gemeinde Baucau. Baguia ist der Hauptort des Verwaltungsamt Baguia. Der Ortsname leitet sich von der Makasae-Bezeichnung ba’a gia ab, was so viel bedeutet, wie (Dorf) in der Bergmulde.

## Geographie
Das Dorf liegt im Landesinneren im Südosten der Gemeinde Baucau, auf einer Höhe von 294 m über dem Meer. Es besteht aus den Ortsteilen Alaua, Maurubi-assa, Ne-Olidae und Ua-Sufa, die sich auf die Sucos Alawa Craik und Alawa Leten verteilen.

## Infrastruktur

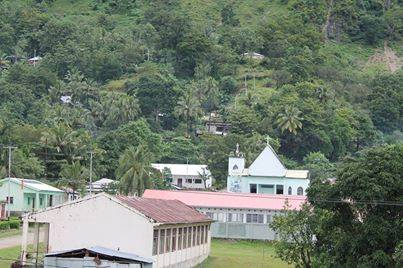
Schule in Baguia

Die Häuser sind zumeist aus Bambus mit einem Strohdach. Überlandstraßen verbinden Baguia mit der Außenwelt. Mit einem täglichen Bus oder Lastwagen ist von Baguia die Gemeindehauptstadt Baucau in vier Stunden zu erreichen. Nach Baucau sind es in Luftlinie knapp 30 km nach Nordwesten und etwa 124 km nach Westen zur Landeshauptstadt Dili, zu der unregelmäßig von Baguia aus ein Bus in sieben Stunden fährt. Telefon und Postdienst gibt es nur begrenzt. Baguia ist der einzige Ort im Verwaltungsamt, der über Strom aus einem Generator verfügt, der aber nur von sieben Uhr abends bis Mitternacht läuft.
Der Ort hat eine Grundschule, zwei prä-sekundäre Schulen, ein kommunales Gesundheitszentrum und einen Hubschrauberlandeplatz. Zweimal die Woche findet in Baguia ein Markt statt. Im Ort steht noch das Forte de Baguia ein portugiesisches Fort aus dem Jahre 1912. Zwei Kilometer vor Baguia liegen die Ruinen der Schule Escola do Reino de Haudere aus den 1930er Jahren. Nach dem Zweiten Weltkrieg zerfiel sie, so dass heute nur noch die Mauern stehen.

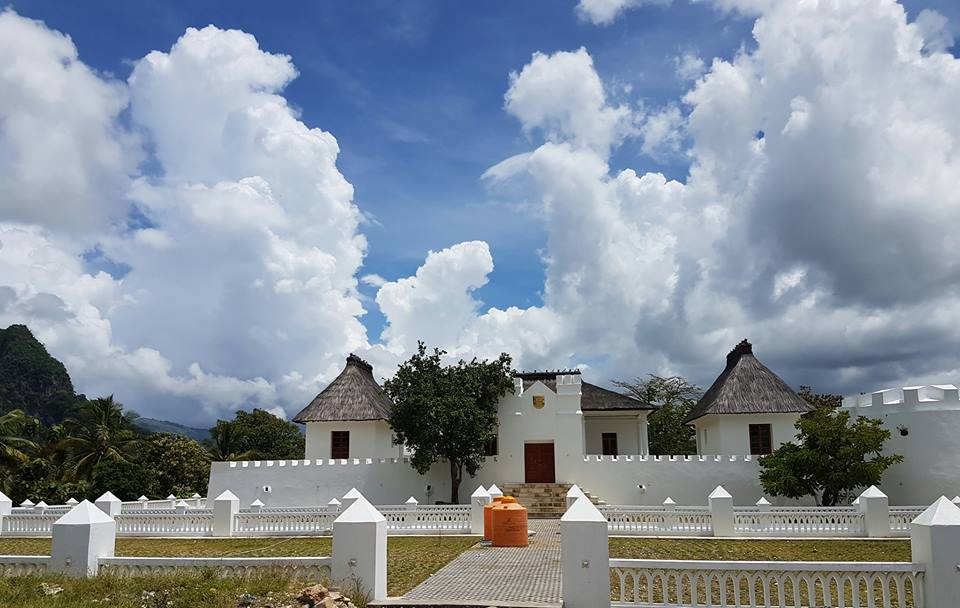
Portugiesisches Fort in Baguia nach der Renovierung
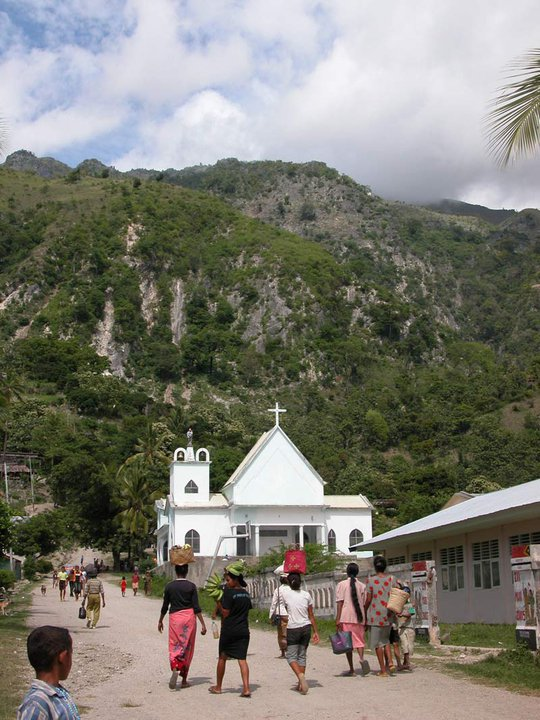
Kirche von Baguia
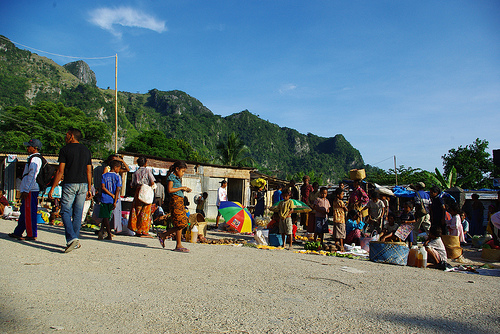
Markt in Baguia
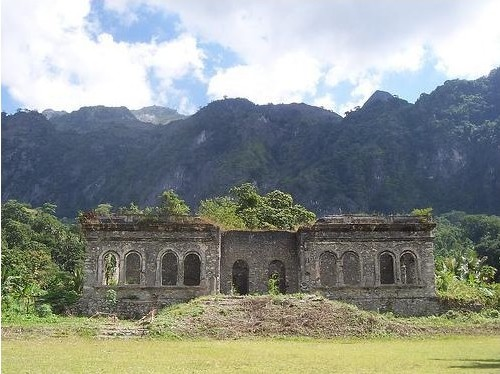
Escola do Reino de Haudere

## Geschichte

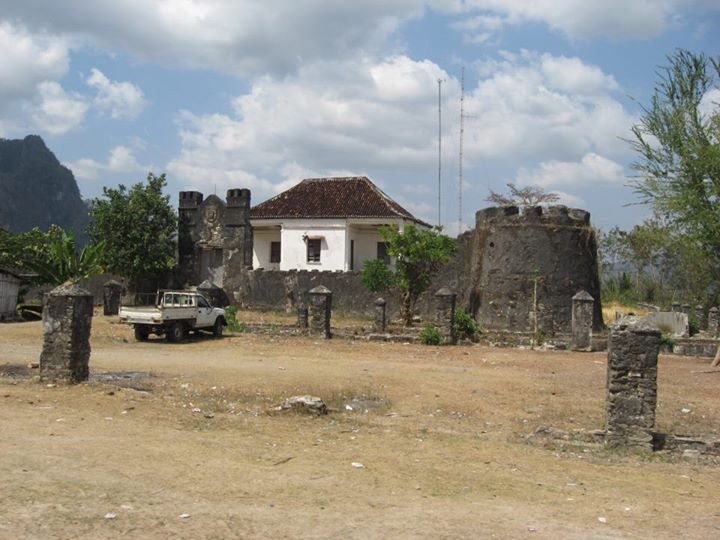
Portugiesische Festung in Baguia vor der Renovierung (2014)

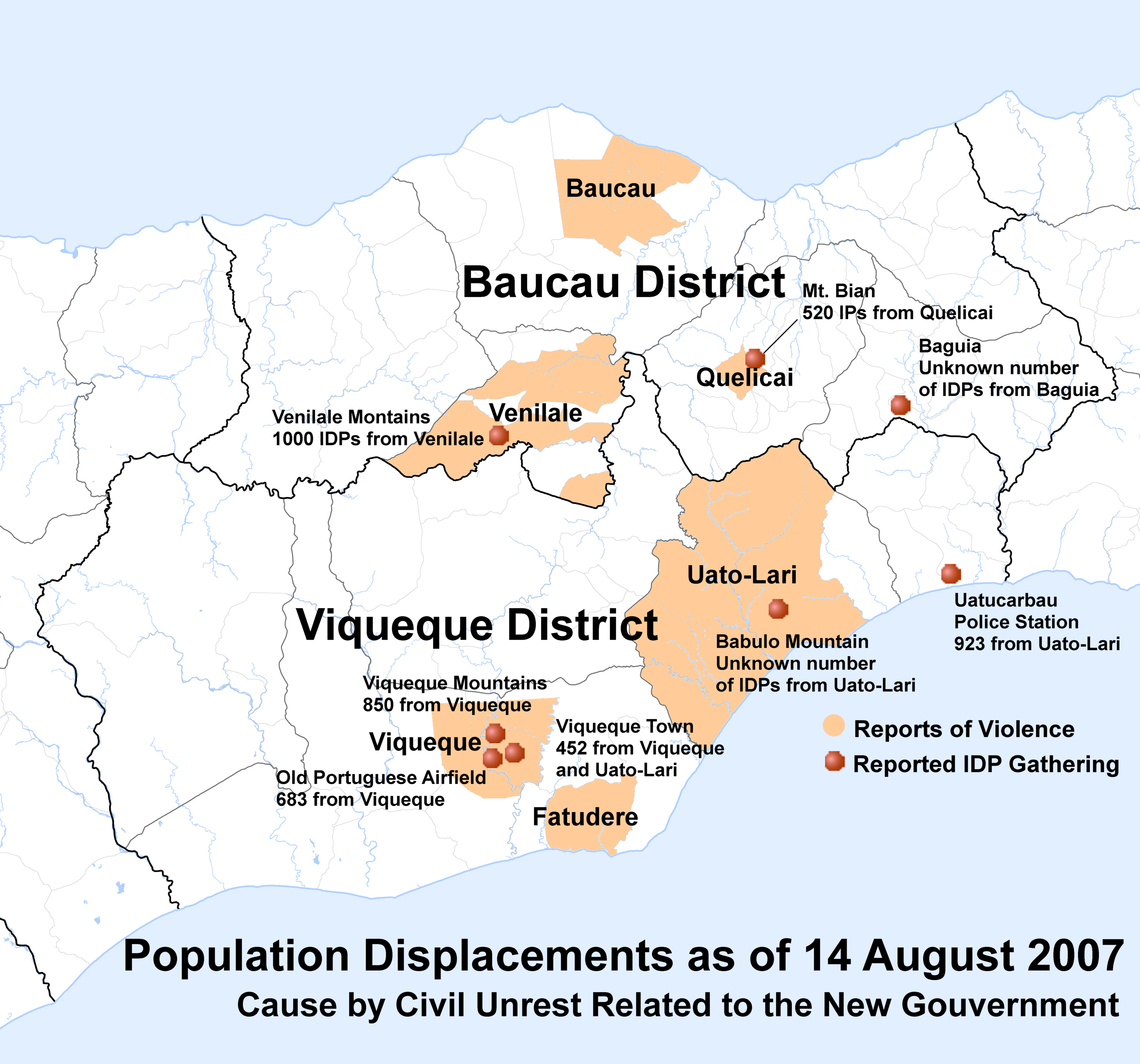
Flüchtlinge in Osttimor nach den Parlamentswahlen 2007.

Am 10. Juni 1959 griffen während der Viqueque-Rebellion Aufständische das portugiesische Fort in Baguia an. Der Angriff konnte zurückgeschlagen werden, woraufhin sich die Rebellen wieder in die Region Uato-Lari/Uatucarbau zurückzogen.
Baguias gebirgiges Gelände war 1976 ein Rückzugsgebiet der FALINTIL, die gegen die indonesischen Invasoren kämpfte. Hier gründeten sie eine base de apoio, eine Widerstandsbasis, die Zuflucht für Flüchtlinge aus Lospalos, Baguia, Iliomar und Uatucarbau bot. Später wurde die Basis von den Indonesiern zerstört.
Nach dem Fall der Widerstandsbasis am Matebian Ende November 1978 kamen Tausende Menschen nach Baguia. Ihnen wurde verboten sich weiter vom Ort zu entfernen und wurden streng bewacht. Cholera, Durchfall und Tuberkulose brachen aus. Allein von den Menschen, die aus Osso Huna stammten, starben 280 Personen. Andere Dorfgemeinschaften beklagen über 500 Tote.
In Baguia und in Ledana (Suco Lavateri) gab es Ende 1979 indonesische Lager für Osttimoresen, die zur besseren Kontrolle von den Besatzern umgesiedelt werden sollten.
Am 10. August 2007 wurde während der Unruhen nach den Parlamentswahlen 2007 der Konvent der Salesianer Don Boscos mit dem angeschlossenen Waisenhaus überfallen. Dabei wurden neun Mädchen darunter eine Achtjährige vergewaltigt. Davor verwüsteten die Randalierer den gesamten Konvent. Der Vorfall sorgte für großes Aufsehen und gilt als einer der schlimmsten Vorfälle während der Unruhen. Bei den Tätern soll es sich angeblich um Unterstützer der FRETILIN handeln. Am Tag darauf wurde ein 16-jähriger, dem die Vergewaltigung des Kindes angelastet wird, verhaftet. Mehrere Menschen flohen in Baguia aufgrund der Unruhen aus ihren Häusern.
Am 8. März 2015 überfiel eine Gruppe um 2 Uhr morgens die lokale Polizeistation mit Schusswaffen und selbstgemachten Sprengsätzen. Drei Polizisten, die als Leibwächter von Parlamentspräsident Vicente da Silva Guterres in dem Gebäude übernachteten, wurden verletzt. Der Parlamentspräsident war für die Beerdigung eines Verwandten im Ort und befand sich in einem nahegelegenen Gebäude, war aber wohl nicht das Ziel des Angriffs und blieb auch unverletzt. Neben der Polizeiwache brannten auch das Haus des örtlichen Liurais und mindestens zwei weitere Häuser. Auch Fahrzeuge wurden beschädigt. Laut Polizeiquellen sollen die Angreifer dem Konseilu Revolusionariu Maubere (KRM, deutsch Revolutionärer Rat Maubere) um Mauk Moruk angehören. Dieser bestritt eine Beteiligung des KRM.

## Persönlichkeiten
- Vicente da Silva Guterres (* 1955), Politiker
- Adaljíza Magno (* 1975), Politikerin